# الشركة الكويتية لنفط الخليج
الشركة الكويتية لنفط الخليج هي إحدى الشركات التابعة لمؤسسة البترول الكويتية تأسست عام 2002 لتمثل حصة الكويت في إدارة حقول المنطقة المقسومة بين الكويت والسعودية بدلاً عن شركة الزيت العربية بعد انتهاء عقدها مع الكويت.

## تاريخ
قامت شركة الزيت العربية (يابانية) بإدارة حصة الكويت من الحقول النفطية المشتركة بين الكويت والسعودية منذ عام 1958. وفي سبتمبر 2001 وقعت الكويت واليابان مذكرة تفاهم تقضي بموجبها انهاء حقوق الامتياز والتنقيب الممنوحة لشركة الزيت العربية ابتداءً من 4 يناير 2003 حيث بدأت الشركة الكويتية لنفط الخليج أعمالها في الحقول البحرية المشتركة. وبانتهاء أعمال شركة الزيت العربية تكون جميع الحقول النفطية الكويتية تحت إدارة مؤسسة البترول الكويتية، وبذلك تنهي الكويت آخر امتياز نفطي لشركة أجنبية.
و تبلغ قدرة الشركة الإنتاجية من جميع حقولها البرية والبحرية ما يقارب 538,000 برميل يومياً.